# Poa minor
Poa minor är en gräsart som beskrevs av Charles Gaudichaud-Beaupré. Poa minor ingår i släktet gröen, och familjen gräs. Inga underarter finns listade i Catalogue of Life.